# Guaymaral Airport
Guaymaral Airport är en flygplats i Colombia.   Den ligger i departementet Cundinamarca, i den centrala delen av landet, 23 km norr om huvudstaden Bogotá. Guaymaral Airport ligger 2 554 meter över havet.
Terrängen runt Guaymaral Airport är kuperad åt nordost, men åt sydväst är den platt. Runt Guaymaral Airport är det mycket tätbefolkat, med 4 188 invånare per kvadratkilometer. Närmaste större samhälle är Suba, 8,5 km sydväst om Guaymaral Airport. Runt Guaymaral Airport är det i huvudsak tätbebyggt.